# 강다정
강다정(姜多情, 1991년 5월 31일 ~ )은 대한민국의 바둑 기사이다.

## 약력
부산 출신으로 장수영 바둑도장에서 바둑을 배웠다. 새우깡배 아마여류국수전에서 우승하고 문경새재배에서 준우승을 차지하는 등 아마추어 강자로 알려졌다. 2013년 제42회 여자입단대회를 통해 박태희와 함께 프로에 입단했다. 2016년 제21회 BnBK배 프로여류국수전 본선 16강에 진출했고 2017년 제22기 하림배 프로여자국수전 본선 16강에 올랐다. 2018년 2단에 이어 2021년에 3단으로 승단했다.